# روما
روما (به صربی: Рума) شهری در استان خودمختار وویوودینا کشور صربستان است که جمعیت آن در سال ۲۰۰۶ میلادی ۳۳٫۲۷۶ نفر بوده‌است.

## جستارهای وابسته

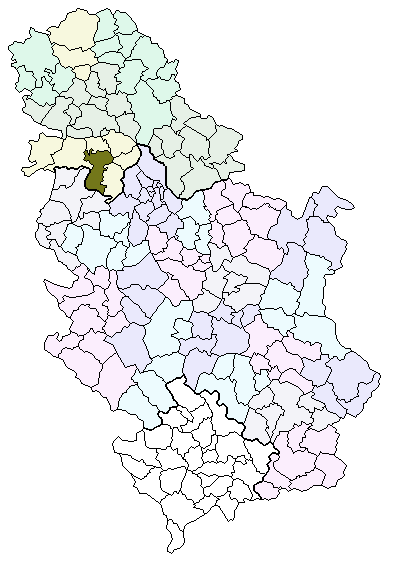